# Barletta
Barletta város (közigazgatásilag comune) Olaszország Puglia régiójában, Barletta-Andria-Trani megyében.

## Fekvése
Barletta az Adriai-tenger sziklás partján fekszik, az Ofanto folyó torkolatának vidékén, a Manfredóniai-öböl délnyugati felén a Gargano-félsziget előtt. Mezőgazdaságilag termékeny, mediterrán éghajlatú síkságon fekszik,

## Történelme
Eredete i. e. 3 századra vezethető vissza, amikor Bardulos név alatt volt ismert.
A 16. század elején a franciák és spanyolok között lezajlott barlettai lovagi ütközet színhelye volt (1503. február 13.).
A második világháborúban a város volt az első olasz ellenállási mozgalom színhelye.

## Magyar vonatkozások
Barletta városa 1348 tavaszán I. Lajos magyar király első nápolyi hadjárata során került első ízben magyar kézbe. Miután Lajos 1348 májusában elhagyta a Nápolyi Királyságot, a várost visszafoglalták a nápolyi seregek.
Nápolyi uralmának visszaállítására a magyar király 1348 késő őszén Itáliába küldte Lackfi István erdélyi vajdát egy expedíció élén. A vajda 1349 tavaszán visszafoglalta a várost, és védelmével Zárai István bízta meg. A várost később nápolyi erők ostromolták sikertelenül, majd miután Lackfi 1349 őszén elhagyta Itáliát, el is foglalták.
1350 tavaszán I. Lajos megindította második nápolyi hadjáratát. A magyar király és serege  Manfredonia városában szállt partra Itáliában, jöttének hírére Barletta is megadta magát. Lajos június közepéig Barletta városában rendezte be főhadiszállását, ezen idő alatt főleg hadseregszervezéssel foglalkozott: magyarországi csapattesteket, utánpótlást, pénzszállítmányokat várt be ill. zsoldosok toborzása folyt.
A magyar király hadseregszervező tevékenységének eredményeképpen a város térségében mintegy
30 000 főnyi katonaság koncentrálódott, közöttük sok fegyelmezetlen zsoldoskatona volt, akiknek egy része a hosszúra nyúlt tétlenkedésben belekötött a városi polgárokba. A zsoldosok és a polgárok közötti összetűzés eredményeképpen a zsoldosok elkezdtek rabolni, fosztogatni és gyújtogatni, mire a polgárok félreverték a harangokat.
Az egyre erősödő hangzavar a délutáni nyugalmából verte fel a magyar királyt, aki saját maga akart rendet tenni, de erről alvezérei lebeszélték. Így Lackfi István erdélyi vajda 2000 magyar katonával verte ki a dühöngő zsoldosokat a városból, sokakat megölve közülük. A zsoldosok azonban a városon kívül összeszedték magukat, és újból betörtek a városba. Lajos erre katapultokkal lövetett közéjük, majd újból magyar katonaságot küldött rájuk, akik egy kisebb csatában újból kiverték őket a városból.
A krónikás szerint ha az egyik városkapu nem lett volna a zsoldosok kezén, az utolsó emberig felkoncolták volna őket. A foglyoknak így is nagyon sok könyörgésükbe került, hogy Lajos megbocsátott nekik, és elbocsátotta őket.
Lajos június közepén hagyta el Barlettát, védelmét Pálfia Tamásra és Lőkösfia Miklósra bízta. A vár végül a Magyar és Nápolyi Királyságok között 1352. március 23-án kötött békeszerződés értelmében került vissza a Nápolyi Királysághoz.

## Népessége
A lakosság számának alakulása:

## Főbb látnivalók
- a barlettai vár
- a barlettai kolosszus
- a román stílusú San Sepolcro-bazilika
- a gótikus és román stílusjegyeket ötvöző katedrális
- a barokk Palazzo Marra